# Anax nigrofasciatus
Anax nigrofasciatus е вид водно конче от семейство Aeshnidae. Видът е незастрашен от изчезване.

## Разпространение
Разпространен е в Бутан, Индия, Китай (Гансу, Гуандун, Гуанси, Гуейджоу, Дзянсу, Ляонин, Синдзян, Съчуан, Тибет, Фудзиен, Хубей, Хъбей, Хънан, Шанси, Шънси и Юннан), Непал, Провинции в КНР, Северна Корея, Тайван, Тайланд, Хонконг, Южна Корея и Япония (Рюкю, Хокайдо, Хоншу и Шикоку).

## Описание
Популацията на вида е стабилна.